# 水汽压差
水汽压差（Vapor Pressure Deficit，VPD）是用于衡量大气干旱程度的一个重要指标，可反映大气对水分需求的程度。较高的水汽压差意味着大气更为干燥，相反，较低的水汽压差表示大气更为湿润。
在全球范围内，当水汽压差过高时，为了减少水分损失，植物的气孔通常会关闭，导致植物的光合作用减弱，从而抵消由二氧化碳施肥效应引起的部分碳吸收增加，对全球暖化和缓解地表温度上升构成挑战。然而对亚马逊雨林湿润地区的研究表明，光合作用与水汽压差呈正相关，尽管在水汽压差更为极端的情况下，这种正相关会减弱甚至逆转，但结果显示出不同区域生态系统对水汽压差的响应存在明显差异。
水汽压差也与温度、蒸发和土壤湿度等气候变量密切相关。例如，水汽压差过高时，土壤湿度通常异常偏低。同时，水汽压差还能间接影响大气中二氧化碳的增长速率。在全球变暖的背景下，20世纪90年代，全球平均水汽压差出现显著增长。